# Folmar Blangsted
 (avril 2019).
Si vous disposez d'ouvrages ou d'articles de référence ou si vous connaissez des sites web de qualité traitant du thème abordé ici, merci de compléter l'article en donnant les références utiles à sa vérifiabilité et en les liant à la section « Notes et références ».
Folmer Blangsted Pedersen — né le 6 octobre 1904 à Copenhague (Danemark), mort le 11 août 1982 à Los Angeles (quartier de Woodland Hills, Californie) — est un monteur (membre de l'ACE) et réalisateur américain d'origine danoise, connu comme Folmar Blangsted.

## Biographie
Installé aux États-Unis vers la fin des années 1920, Folmar Blangsted y réalise deux westerns sortis en 1937, expérience non renouvelée.
Il est surtout monteur de cinquante-six films américains (parfois en coproduction) sortis entre 1944 et 1976, principalement au sein de la Warner Bros.
Parmi ses films notables, mentionnons Rhapsodie en bleu d'Irving Rapper (1945, avec Robert Alda et Joan Leslie), Boulevard des passions de Michael Curtiz (1949, avec Joan Crawford et Zachary Scott), Une étoile est née de George Cukor (1954, avec Judy Garland et James Mason), L'Esclave libre de Raoul Walsh (1957, avec Clark Gable et Yvonne De Carlo), Rio Bravo d'Howard Hawks (1959, avec John Wayne et Angie Dickinson), Bandolero ! d'Andrew V. McLaglen (1968, avec James Stewart et Dean Martin) et Un été 42 de Robert Mulligan (1971, avec Jennifer O'Neill et Gary Grimes).
Ce dernier film lui vaut en 1972 son unique nomination à l'Oscar du meilleur montage (qu'il ne gagne pas).
En outre, Folmar Blangsted est monteur à la télévision américaine entre 1958 et 1975, sur huit téléfilms et sept séries, dont Au nom de la loi (un épisode, 1959) et Cheyenne (trois épisodes, 1958-1962).

## Filmographie

### Cinéma

#### Monteur (sélection)
- 1945 : Rhapsodie en bleu (Rhapsody in Blue) d'Irving Rapper
- 1945 : Too Young to Know de Frederick de Cordova
- 1946 : Ne dites jamais adieu (Never Say Goodbye) de James V. Kern
- 1947 : Gai, marions-nous (Always Together) de Frederick de Cordova
- 1947 : Le Loup des sept collines (Cry Wolf) de Peter Godfrey
- 1948 : Ombres sur Paris (To the Victor) de Delmer Daves
- 1949 : Boulevard des passions (Flamingo Road) de Michael Curtiz
- 1948 : Deux Gars du Texas (Two Guys from Texas) de David Butler
- 1949 : Il y a de l'amour dans l'air (My Dream Is Yours) de Michael Curtiz et Friz Freleng
- 1951 : Les Aventures du capitaine Wyatt (Distant Drums) de Raoul Walsh
- 1951 : Le Chevalier du stade (Jim Thorpe – All American) de Michael Curtiz
- 1953 : La Charge sur la rivière rouge (The Charge at Feather River) de Gordon Douglas
- 1953 : So This Is Love de Gordon Douglas
- 1954 : Une étoile est née (A Star Is Born) de George Cukor
- 1955 : Une étrangère dans la ville (Strange Lady in Town) de Mervyn LeRoy
- 1955 : Condamné au silence (The Court-Martial of Billy Mitchell) d'Otto Preminger

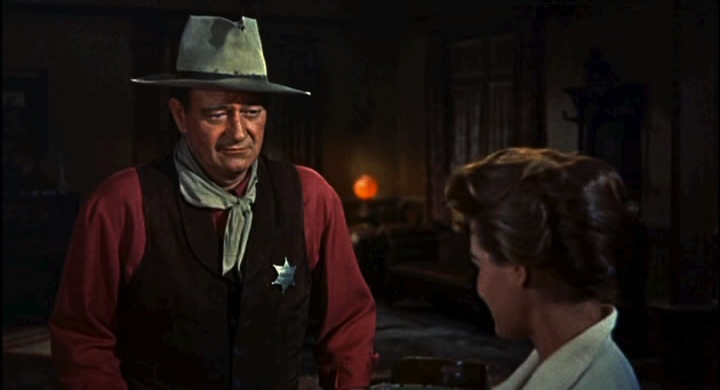
Rio Bravo (1959),
avec John Wayne et Angie Dickinson

- 1957 : L'Esclave libre (Band of Angels) de Raoul Walsh
- 1957 : Affaire ultra-secrète (Top Secret Affair) de H. C. Potter
- 1958 : Le Gaucher (The Left Handed Gun) d'Arthur Penn
- 1959 : Rio Bravo d'Howard Hawks
- 1960 : Ombre sur notre amour (The Dark at the Top of the Stairs) de Delbert Mann
- 1960 : La Chute d'un caïd (The Rise and Fall of Legs Diamond) de Budd Boetticher
- 1961 : Le Trésor des sept collines (Gold of the Seven Saints) de Gordon Douglas
- 1961 : Claudelle Inglish de Gordon Douglas
- 1962 : Taras Bulba de J. Lee Thompson
- 1962 : Les maraudeurs attaquent (Merrill's Marauders) de Samuel Fuller
- 1963 : Patrouilleur 109 (PT 109) de Leslie H. Martinson
- 1964 : La mort frappe trois fois (Dead Ringer) de Paul Henreid
- 1965 : Le Seigneur de la guerre (The War Lord) de Franklin J. Schaffner
- 1967 : Camelot de Joshua Logan
- 1967 : Escalier interdit (Up the Down Staircase) de Robert Mulligan
- 1968 : Les Feux de l'enfer (Hellfighters) d'Andrew V. McLaglen
- 1968 : Bandolero ! d'Andrew V. McLaglen
- 1970 : Le Cerveau d'acier (Colossus: The Forbin Project) de Joseph Sargent
- 1971 : Un été 42 (Summer of '42) de Robert Mulligan
- 1971 : The Pursuit of Happiness de Robert Mulligan
- 1972 : L'Autre (The Other) de Robert Mulligan
- 1973 : L'Or noir de l'Oklahoma (Oklahoma Crude) de Stanley Kramer

#### Réalisateur (intégrale)
- 1937 : Westbound Mail (en)
- 1937 : The Old Wyoming Trail (en)

### Télévision (monteur – sélection)

#### Séries télévisées
- 1958 : Maverick
  - Saison 1, épisode 25 Black Fire de Leslie H. Martinson
- 1958-1962 : Cheyenne
  - Saison 3, épisode 17 Standoff (1958) de Leslie H. Martinson et épisode 19 Noose at Noon (1958) d'Howard W. Koch
  - Saison 6, épisode 12 One Way Ticket (1962)
- 1959 : Au nom de la loi (Wanted: Dead or Alive)
  - Saison 1, épisode 25 L'Accusation (The Corner) de R. G. Springsteen
- 1959 : L'Homme à la carabine (The Rifleman)
  - Saison 1, épisode 26 The Deadly Wait de Joseph H. Lewis et épisode 29 The Hawk de Lamont Johnson

#### Téléfilms
- 1971 : Suddenly Single de Jud Taylor
- 1971 : Do Not Fold, Spindle or Mutilate (en) de Ted Post
- 1973 : The Night Strangler de Dan Curtis
- 1973 : The Affair (en) de Gilbert Cates
- 1974 : Le mort a disparu (en) (Cry Panic) de James Goldstone
- 1974 : Les Inconnus du désert (en) (All the Kind Strangers) de Burt Kennedy
- 1975 : Winner Take All de Paul Bogart

## Distinctions (sélection)
- 1972 : Nomination à l'Oscar du meilleur montage, pour Un été 42.